# 高畠達四郎
高畠 達四郎（たかばたけ たつしろう、1895年10月1日 - 1976年6月26日）は、日本の画家。独立美術協会会員。1952年2月に「暮色」で毎日芸術賞を受賞。

## 略歴
1895年10月1日、東京市神田区の雑穀問屋に生まれた。四男三女の末子。東京女子高等師範学校幼稚園では同級生に鈴木信太郎（仏文学者）がいた。1908年に東京高等師範学校附属小学校（現・筑波大学附属小学校）卒業、1913年に東京高等師範学校附属中学校（現・筑波大学附属中学校・高等学校）卒業。第七高等学校（現・鹿児島大学）文科と海軍兵学校に合格したが入学しなかった。1年後の1914年には慶應義塾大学部理財科（現・経済学部）に入学したが、中退して本郷洋画研究所に入所。1919年の光風会展で初入選を果たした。
1921年に神戸から渡仏し、パリではアカデミー・ランソンに通った。中山巍、福沢一郎、大石七介とともにロルヌ街32番地のアトリエに住み、後には鈴木伸太郎も迎えた。モイーズ・キスリングらのエコール・ド・パリの影響を受けた。1928年に7年のフランス生活を終えて帰国すると、梅原龍三郎の勧めで国画会に出品したが、1930年には独立美術協会の結成に参加し、以後独立展を主要な活動の場とした。1952年2月に毎日芸術賞を受賞。
1976年6月26日、東京都港区の自宅で死去。80歳。墓所は東京都文京区の伝通院。

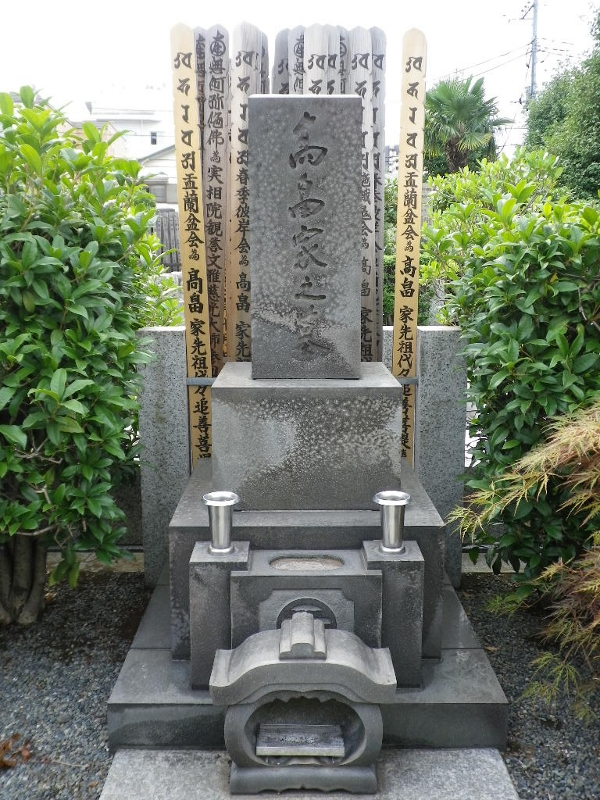
高畠家の墓石

## 代表作品
- プチ・ジャン
- 裸木と海
- 暮色